# Nascosta in piena vista
Nascosta in piena vista è un singolo de I Cani, pubblicato l'8 novembre 2018, facente parte della colonna sonora del film Troppa grazia.